# 사라예보 국립극장

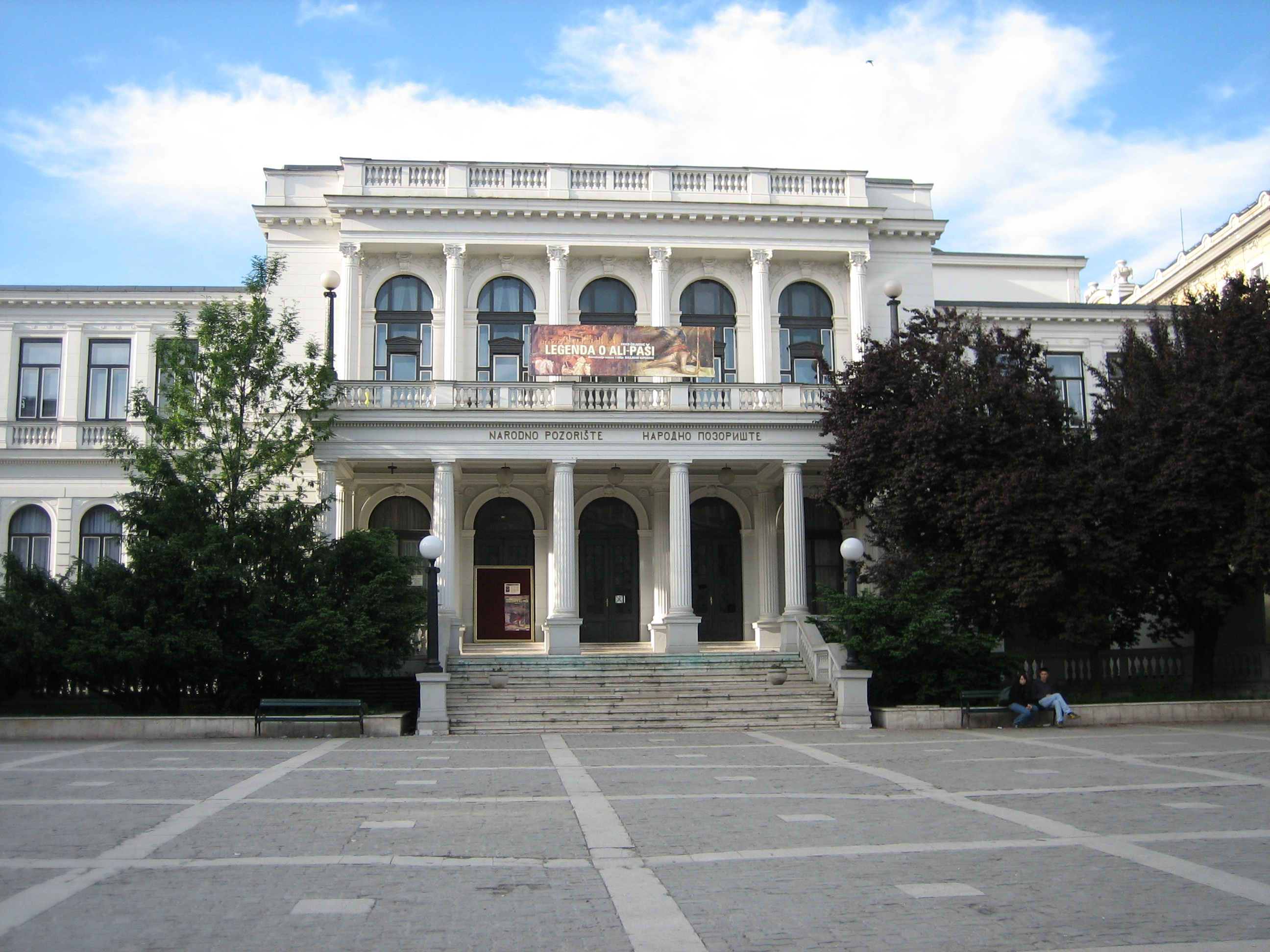
사라예보 국립극장

사라예보 국립극장(보스니아어: Narodno pozorište Sarajevo, 세르비아어: Народно позориште Сарајево)은 보스니아 헤르체고비나 사라예보에 위치한 극장이다. 1921년 11월에 설립되었다.